# Campbellobates philippinensis
Campbellobates philippinensis är en kvalsterart som beskrevs av Corpuz-Raros 1979. Campbellobates philippinensis ingår i släktet Campbellobates och familjen Oripodidae. Inga underarter finns listade.